# 迪莫波利斯
迪莫波利斯（英語：Demopolis）是美国阿拉巴马州下属的一座城市。面积约为17.74平方英里（约合45.94平方公里）。根据2010年美国人口普查，该市有人口7,483人，人口密度为421.86/平方英里（约合162.89/平方公里）。